# كأس الاتحاد 1966
 كأس الاتحاد 1966 (بالإيطالية: Federation Cup 1966)‏ هو الموسم 4 من  كأس فيد. أقيم خلال الفترة 10 مايو 1966 وحتى 16 مايو 1966، وفاز فيه منتخب الولايات المتحدة لكأس فيد.